# Kimberley, Nottinghamshire
Kimberley este un oraș în comitatul Nottinghamshire, regiunea East Midlands, Anglia. Orașul se află în districtul Broxtowe.